# Сифонный водосброс

Анимация принципа работы сифонного водосброса.

Сифо́нный водосбро́с — автоматически действующий трубчатый водосброс, применяемый в основном для сброса избыточной воды из водохранилищ (при плотинах), каналов и напорных бассейнов ГЭС.
Входная часть сифонного водосброса обычно имеет расширение и расположена ниже уровня верхнего бьефа для предотвращения попадания воздуха, мусора (плавника) и льда. Сифонные водосбросы обладают большой пропускной способностью и могут быть построены уже после возведения основного сооружения (в том числе при увеличении количества водосбросных устройств).